# Campeonato de Copa de Fútbol de Irán
El Campeonato de Copa de Fútbol de Irán, también llamado Campeonato de Copa de Irán (en persa: جام قهرمانی فوتبال ایران‎), fue la liga de fútbol más importante de Irán de 1957 a 1968.

## Resultados
| Año  | Campeón (títulos) | Finalista      | Goleador (goles)         |
| ---- | ----------------- | -------------- | ------------------------ |
| 1957 | Taj (1)           | AMST           | Parviz Koozehkanani (12) |
| 1960 | Jam (1)           | Farhang Qazvin | Parviz Dehdari (9)       |
| 1962 | Daraei (1)        | AMST           |                          |
| 1966 | Pas Tehran (1)    | AMST           |                          |
| 1967 | Pas Tehran (2)    | Aria Mashhad   |                          |
| 1968 | Peykan (1)        | Taj Shiraz     | Ebrahim Ashtiani (10)    |

## Títulos por equipo
| Club          | Títulos    | Finales          | Años Campeón |
| ------------- | ---------- | ---------------- | ------------ |
| Pas Tehran    | 1966, 1967 |                  | 2            |
| Taj           | 1957       |                  | 1            |
| Jam           | 1960       |                  | 1            |
| Daraei        | 1962       |                  | 1            |
| Peykan        | 1968       |                  | 1            |
| AMST          |            | 1957, 1962, 1966 |              |
| Farhan Qazvin |            | 1960             |              |
| Aria Mashhad  |            | 1967             |              |
| Taj Shiraz    |            | 1968             |              |